# Base58
Base58 — варіант кодування цифрового коду у вигляді буквено-цифрового тексту на основі латинського алфавіту. Алфавіт кодування містить 58 символів. Застосовується для передачі даних у різнорідних мережах (транспортне кодування). Стандарт схожий на Base64, але відрізняється тим, що в результатах немає не тільки службових кодів, а й алфавітно-цифрових символів, які можуть сприйматися людиною неоднозначно. Виключені 0 (нуль), O (велика латинська o), I (велика латинська i), l (маленька латинська L). Також виключені символи + (плюс) та / (коса риса), які при кодуванні URL можуть сприйматись як команди та призводити до помилкової інтерпретації.
Стандарт розроблено для зменшення візуальної плутанини у користувачів, які вручну вводять дані на основі роздрукованого тексту або фотографії, тобто без можливості машинного копіювання.
На відміну від Base64, при кодуванні не зберігається однозначна побайтова відповідність до вхідних даних — різні комбінації з однаковою кількостю байтів у Base58 можуть кодуватись рядком з різною довжиною символів.

## Використання
Base58 зазвичай використовується для кодування в системі адресації. Фактичний порядок букв у алфавіті залежить від сфери застосування кодування. Тому вказівки лише терміна Base58 без зазначення набору алфавіту недостатньо, щоб повністю описати формат.
| додаток                 | Алфавіт                                                    |
| ----------------------- | ---------------------------------------------------------- |
| Адреси Bitcoin          | 123456789ABCDEFGHJKLMNPQRSTUVWXYZabcdefghijkmnopqrstuvwxyz |
| Адреси Ripple           | rpshnaf39wBUDNEGHJKLM4PQRST7VWXYZ2bcdeCg65jkm8oFqi1tuvAxyz |
| Короткий URL для Flickr | 123456789abcdefghijkmnopqrstuvwxyzABCDEFGHJKLMNPQRSTUVWXYZ |

Приклад скриптів для кодування/декодування в Base58 є можливість переглянути на сайті Flickr.